# Leucopogon costatus
Leucopogon costatus är en ljungväxtart som först beskrevs av Ferdinand von Mueller, och fick sitt nu gällande namn av J. Black. Leucopogon costatus ingår i släktet Leucopogon och familjen ljungväxter. Inga underarter finns listade i Catalogue of Life.